# Isoscelipteron tonkinense
Isoscelipteron tonkinense is een insect uit de familie van de Berothidae, die tot de orde netvleugeligen (Neuroptera) behoort. 
Isoscelipteron tonkinense is voor het eerst wetenschappelijk beschreven door Krüger in 1922.